# Albert Barthélémy
Albert Barthélémy (Anor, 3 de març de 1906 - Fourmies, 26 de novembre de 1988) va ser un ciclista francès que fou professional entre 1928 i 1936. En el seu palmarès destaquen tres edicions del Gran Premi de Fourmies, el 1928, 1929 i 1930, la París-Brussel·les de 1933 i quatre etapes a la Volta a Alemanya de 1931.

## Palmarès
- 1928
  - 1r del Gran Premi de Fourmies
- 1929
  - 1r del Gran Premi de Fourmies
- 1930
  - 1r del Gran Premi de Fourmies
  - 1r al Circuit de les Ardenes
- 1931
  - Vencedor de 4 etapes a la Volta a Alemanya
- 1932
  - 1r a la París-Lilla
  - 1r a la París-Rennes
  - 1r al Critèrium dels Aiglons i vencedor de 2 etapes
- 1933
  - 1r a la París-Brussel·les

### Resultats al Tour de França
- 1929. Abandona (9a etapa)
- 1930. Abandona (10a etapa)
- 1932. 49è de la classificació general